# 초콜릿 시럽

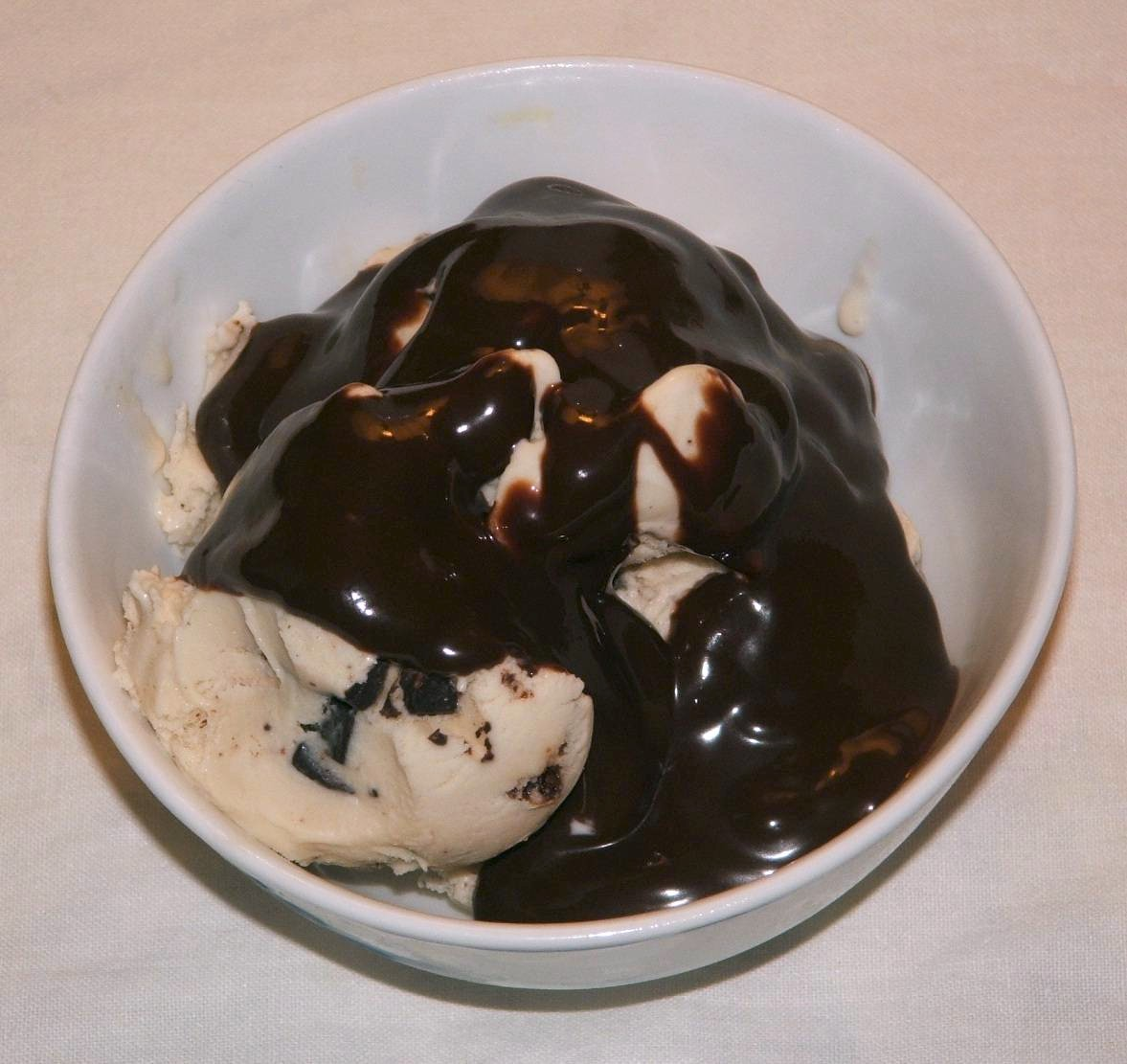
아이스크림 한 그릇을 덮고 있는 초콜릿 시럽

초콜릿 시럽(Chocolate syrup)은 초콜릿의 향을 낸 시럽이다. 아이스크림 및 푸딩 등의 각종 디저트의 토핑 재료로 사용되며, 핫초코나 초콜릿 우유를 만드는 데 이용되기도 한다.
보통 재료로 일정량의 코코아 파우더, 설탕, 물이 포함되며, 경우에 따라서는 옥수수 시럽, 엿기름, 향료 등이 추가되기도 한다.

## 같이 보기
- 시럽
- 초콜릿
- 다크 초콜릿
- 화이트 초콜릿